# Yuka Murayama
Yuka Murayama (japanisch 村山 由佳, * 10. Juli 1964 in Tōkyō) ist eine japanische Schriftstellerin. Sie wurde mit mehreren Literaturpreisen ausgezeichnet, u. a. mit dem Naoki-Preis. Ihre Werke wurden teilweise verfilmt und ins Englische übersetzt.

## Leben
Murayama wurde 1964 in Tōkyō geboren und absolvierte ein Studium der japanischen Literatur an der Rikkyo-Universität. Vor ihrer Karriere als Schriftstellerin arbeitete sie unter anderem als Immobilienmaklerin und Nachhilfelehrerin. Ihr literarisches Debüt gab sie 1993 mit dem Roman Tenshi no tamago (天使の卵, Das Ei des Engels), für den sie den Shōsetsu Subaru Nachwuchspreis erhielt.

## Werk
Murayamas Werk umfasst Romane, Kurzgeschichten und Essays, die sich häufig mit zwischenmenschlichen Beziehungen und gesellschaftlichen Themen befassen. Zu ihren bekanntesten Werken zählen:
- Tenshi no tamago (天使の卵, Das Ei des Engels), 1994: Dieser Roman wurde 2006 von Togashi Shin unter dem Titel Angel's Egg verfilmt.[1]

- Hoshiboshi no fune (星々の船, Das Boot der Sterne), 2003: Für diesen Roman erhielt sie den Naoki-Preis.

- Double Fantasy (ダブル・ファンタジ－), 2009: Dieser Roman wurde 2018 als Fernsehserie adaptiert.
- Inochi torareru wake ja nai (命とられるわけじゃない, Es kostet ja nicht das Leben), 2021

## Auszeichnungen
- 1993: Shōsetsu Subaru Nachwuchspreis für Tenshi no tamago
- 2003: Naoki-Preis für Hoshiboshi no fune
- 2009: Chūōkōron-Literaturpreis für Double Fantasy
- 2009: Shibata-Renzaburō-Preis für Double Fantasy
- 2009: Shimase-Preis für Liebesgeschichten für Double Fantasy
- 2021: Yoshikawa-Eiji-Literaturpreis für Kaze yo arashi yo (風よ あらしよ, Du Wind, du Sturm)

Quelle: World of Literary Prizes

## Übersetzungen
Italienisch
- La stanza dei Kimono (Originaltitel: Hanayoi). Übersetzt von Laura Testaverde. Piemme, 2016. ISBN 978-88-566-5397-7.

Englisch
- How to make delicious coffee, Vol. 1–8 (Originaltitel: Oishii kōhī no irekata). MANA Books, 2025. ISBN 979-10-355-0693-3.

Französisch
- La chambre des Kimonos (Originaltitel: Hanayoi). Übersetzt von Jean-Baptiste Flamin, Distribooks, 2015. ISBN 978-2258107960